# Сборная Словакии по шахматам
Сборная Словакии по шахматам представляет Словакию на международных шахматных турнирах. Контроль и организацию осуществляет Словацкая шахматная федерация. Наивысший рейтинг сборной — 2596 (2010).

## Международные турниры
| Шахматная олимпиада         | Шахматная олимпиада         | Шахматная олимпиада         |
| Год                         | Город                       | Место                       |
| С 1927 по 1992 Чехословакия | С 1927 по 1992 Чехословакия | С 1927 по 1992 Чехословакия |
| --------------------------- | --------------------------- | --------------------------- |
| 1994                        | Москва                      | 30 место                    |
| 1996                        | Ереван                      | 34 место                    |
| 1998                        | Элиста                      | не участвовала              |
| 2000                        | Стамбул                     | 28 место                    |
| 2002                        | Блед                        | 8 место                     |
| 2004                        | Кальвиа                     | 37 место                    |
| 2006                        | Турин                       | 43 место                    |
| 2008                        | Дрезден                     | 31 место                    |
| 2010                        | Ханты-Мансийск              | 16 место                    |
| 2012                        | Стамбул                     | 30 место                    |
| 2014                        | Тромсё                      | 37 место                    |
| 2016                        | Баку                        | 61 место                    |

| Командный чемпионат Европы  | Командный чемпионат Европы  | Командный чемпионат Европы  |
| Год                         | Город                       | Место                       |
| С 1957 по 1992 Чехословакия | С 1957 по 1992 Чехословакия | С 1957 по 1992 Чехословакия |
| --------------------------- | --------------------------- | --------------------------- |
| 1997                        | Пула                        | 16 место                    |
| 1999                        | Батуми                      | 27 место                    |
| 2001                        | Леон                        | 19 место                    |
| 2017                        | Крит                        | 17 место                    |
| 2019                        | Батуми                      | 37 место                    |

## Статистика
| Турнир                     | Участий | Годы                 | Лучший результат |
| -------------------------- | ------- | -------------------- | ---------------- |
| Шахматная олимпиада        | 9       | 1994—1996, 2000—2012 | 8 место (2002)   |
| Командный чемпионат Европы | 3       | 1997—2001            | 16 место (1997)  |

## Состав сборной

### Состав сборной 2012
| Доска            | Шахматист        | Рейтинг |
| ---------------- | ---------------- | ------- |
| 1-я              | Любомир Фтачник  | 2532    |
| 2-я              | Томаш Петрик     | 2529    |
| 3-я              | Петер Михалик    | 2508    |
| 4-я              | Мариан Юрчик     | 2486    |
| резервная        | Милан Пахер      | 2442    |
| Сборная Словакии | Сборная Словакии | 2514    |

### Гвардейцы
Чаще других за сборную выступали: 
- На шахматных олимпиадах: Любомир Фтачник — 9 раз.
- На командных чемпионатах Европы: Любомир Фтачник и Игор Штол (оба по 3 раза)

### Трансферы
Ранее за сборную Чехословакии играли несколько словацких шахматистов: 
- Ян Плахетка (1970, 1974, 1977—1986, 1989)
- Любомир Фтачник (1980—1992)
- Игор Штол (1989—1992)

| Ушли            | Ушли    | Ушли |
| Шахматист       | Куда    | Год  |
| --------------- | ------- | ---- |
| Сергей Мовсесян | Армения | 2011 |

| Пришли          | Пришли | Пришли |
| Шахматист       | Откуда | Год    |
| --------------- | ------ | ------ |
| Сергей Мовсесян | Чехия  | 2002   |

## Достижения

### Индивидуальный зачёт
Наиболее успешные игроки сборной:
- На шахматных олимпиадах: Павол Пчола  2-я резервная доска (1996)
- На командных чемпионатах Европы: Геннадий Тимощенко  3-я доска (1997)